# Blanche Hudson
Blanche Hudson è uno dei personaggi principali del romanzo di Henry Farrell: "Che fine ha fatto Baby Jane?" (What Ever Happened to Baby Jane?).
È conosciuta specialmente per l'interpretazione del 1962 di Joan Crawford nell'omonimo film di Robert Aldrich e tratto dal libro di Farrell, per il quale l'attrice ottenne una nomination ai premi BAFTA del 1964 come miglior interprete. Fu candidata anche Bette Davis, che recitava nello stesso film nonostante la grande rivalità con Joan Crawford, interpretando Jane Hudson. Blanche Hudson da bambina era interpretata da Gina Gillespie. 
Nel 1991 fu girato un remake, dove il ruolo di Blanche era di Vanessa Redgrave. 
Jessica Lange recitò nella parte di Joan Crawford nella serie televisiva Feud di Ryan Murphy, basata sulla rivalità tra Crawford e Bette Davis in particolare durante le riprese di Che fine ha fatto Baby Jane?

## Biografia
Da bambina, nel 1917, Blanche Hudson è messa in ombra dalla talentuosissima e viziatissima sorella Jane, considerata una bambina prodigio. Nonostante ciò, sotto consiglio della madre, continua ad essere cortese ed elegante con lei, sperando di poter un giorno attrarre le attenzioni dei genitori e del pubblico.
In effetti, crescendo, anche la bambina (ormai giovane donna) emerge tra i talenti della famiglia, con le sue capacità recitative che incantano gli spettatori, facendo diventare Jane la meno acclamata tra le due. Col tempo Blanche viene presa di mira dalla sorella, che la denigra in pubblico e compie atti meschini nei suoi confronti.
Nel 1935 Blanche si frattura la colonna vertebrale: dovrà vivere il resto dei suoi giorni su una sedia a rotelle, interrompendo così la sua brillante carriera. L'incidente ha contorni poco chiari, ma pare che sia stata investita proprio da Jane, ubriaca e invidiosa, nel momento in cui era scesa dall'automobile per andare ad aprire il cancello di casa. Da questo momento, Blanche è vittima di crudeltà da parte di Jane, convinta in modo patologico che la sorella le avesse rubato il successo.
Nel 1962 Blanche, denutrita ormai da settimane, viene portata in spiaggia da Jane. Sentendosi vicina alla morte, Blanche decide di raccontare la verità sull'incidente: al volante quel giorno non c'era Jane, perché ubriaca, ma lei che, accecata dalla rabbia per quello che alla festa Jane aveva detto su di lei, le era andata contro con l'auto. Jane era riuscita però a schivare l'auto, che si era schiantata contro il cancello e nell'urto Blanche si era lesionata la spina dorsale. Uscita dall'auto dopo che Jane era fuggita, Blanche si era trascinata davanti al cofano fingendo di essere stata investita e sostenendo questa versione con la polizia. Jane era stata ritrovata tre giorni dopo, ubriaca e spaesata in un motel, e Blanche aveva approfittato del fatto che lo shock aveva rimosso dalla sua mente le reali dinamiche dell'incidente; Jane era così vissuta con un forte senso di colpa, ritrovandosi sola contro tutti.
Definitivamente regredita all'infanzia, Jane corre a comprare un gelato in un chiosco poco distante, dove viene riconosciuta da due poliziotti che le chiedono di condurli dalla sorella. Circondata da una folla incuriosita, invece di rispondere, Jane inizia a canticchiare e a cimentarsi in un balletto; gli agenti riescono a trovare Blanche, coricata sulla sabbia e avvolta dalla sorella in una coperta, sotto il sole ormai cocente, e le si avvicinano per constatare se sia ancora viva. Sia il libro sia il film terminano lasciando il quesito sospeso.

## Carriera
La sua vita lavorativa da attrice inizia negli anni 1930, in cui gira vari film sentimentali che hanno molto successo nel pubblico femminile, come la vicina signora Bates o la domestica Elvira, che cerca di proteggerla poi dalle perfidie di Jane fino alla morte.
Nel film del 1962 Blanche all'inizio del film è intenta a guardare un suo vecchio film, che non è altro che "Tormento", un film del 1934 della stessa Crawford.

## Nella cultura
L'interpretazione di Blanche Hudson da parte di Joan Crawford le valse una candidatura ai BAFTA del '64. La storia di questo film è lo raccontata dalla serie Feud, in cui sia il personaggio di Blanche sia di Joan Crawford sono recitati da Jessica Lange.

## Curiosità
Per il ruolo erano state considerate anche Tallulah Bankhead, Claudette Colbert, Olivia de Havilland (la quale si dice fosse grande amica di Bette Davis, che interpreta Jane) e Marlene Dietrich.